# 29952 Varghese
29952 Varghese è un asteroide della fascia principale. Scoperto nel 1999, presenta un'orbita caratterizzata da un semiasse maggiore pari a 2,5713563 UA e da un'eccentricità di 0,1437885, inclinata di 8,74257° rispetto all'eclittica.